# Darkest Hour (2011)
Darkest Hour (Originaltitel: The Darkest Hour, englisch für „Dunkelste Stunde“, russisch Фантом Fantom) ist ein US-amerikanisch-russischer Science-Fiction-Horrorfilm des Regisseurs Chris Gorak aus dem Jahr 2011. Seit seinem weltweiten Kinostart am 25. Dezember 2011 konnte der Film bei einem Produktionsbudget von 30 Mio. US-Dollar weltweit über 67 Mio. US-Dollar einspielen.

## Handlung
Die beiden jungen Unternehmer Sean und Ben fliegen zusammen nach Moskau, um dort ihre Geschäftsidee Neukunden vorzustellen. Jedoch werden sie bei der verspäteten Ankunft im Meeting enttäuscht, da ihr Geschäftsführer Skyler die Idee bereits als seine verkauft und Sean und Ben gefeuert hat. Abends versuchen sie ihren Frust in einem Club zu bewältigen, wo sie die beiden Mädchen Natalie und Anne kennenlernen und auch Skyler wiedersehen.
Während die vier gerade in ein Gespräch vertieft sind, fällt der Strom aus und alle rennen nach draußen, wo seltsame orangefarbene Kugeln vom Himmel sinken. Eine dieser Kugeln kommt in die Richtung der Partygäste, die sich darum versammeln. Ein Polizist nähert sich vorsichtig der leuchtenden Kugel und berührt sie leicht mit seinem Schlagstock, woraufhin er ruckartig in die Luft gezogen wird und zu Staub zerfällt. Alle rennen sofort wieder rein, werden jedoch von den Kugeln verfolgt und viele werden „pulverisiert“. Sean, Ben, Natalie und Anne, außerdem Skyler, können sich in die Küche der Bar retten und verschanzen sich dort.
Nach vier Tagen entschließen sie sich, die Lage draußen zu erkunden. Alles ist wie leergefegt und teilweise zerstört, von den unheimlichen Leuchtbällen ist keine Spur mehr zu sehen. Die Fünf finden heraus, dass die fremden Wesen Elektrizität induzieren, was sie insbesondere nachts durch aufflackernde Lampen sichtbar macht. Schutz vor der Wahrnehmung durch sie besteht hinter Glas und in einem Faradayschen Käfig.
Die Freunde flüchten sich in die US-Botschaft und erfahren von einem weltweiten außerirdischen Angriff. Skyler verlässt das Gebäude und will gegen die Angreifer kämpfen. Sean, Ben, Natalie und Anne bleiben in der Botschaft und sind zunächst ratlos, wie sie sich verhalten sollen. Sie entdecken in einem Vogelkäfig, der als Faradayscher Käfig dient, ein funktionierendes Funkgerät, in dem fortlaufend eine Durchsage in russischer Sprache zu hören ist. Sie erkennen, dass sie nicht die einzigen Überlebenden sind und beschließen, sich am Abend auf die Suche nach anderen Menschen aufzumachen. Gerade als sie das Gebäude verlassen wollen, sehen sie Skyler mit einem Sturmgewehr durch die Straßen laufen. Aufflackernde Lichter der parkenden Fahrzeuge zeigen an, dass ihn die fremden Wesen verfolgen. Die vier Freunde versuchen, Skyler auf die drohende Gefahr aufmerksam zu machen, doch er stirbt bei einem kurzen Feuergefecht. Damit wird klar, dass auch gewöhnliche Handfeuerwaffen kaum etwas gegen die Eindringlinge ausrichten können. Die vier wollen gerade zum Gebäude zurückkehren, als sie in einem anderen Hochhaus eine beleuchtete Wohnung entdecken. Sie laufen dorthin und treffen auf Vika und Sergei. Er hat seine Wohnung in einen großen Faradayschen Käfig verwandelt und produziert elektrischen Strom mit Hilfe eines Stromerzeugungsaggregats. Außerdem hat er eine Waffe konstruiert, die einen Mikrowellenstrahl aussendet, der die Wesen schwächt.
Auf der gemeinsamen Suche nach Nahrungsmitteln werden Vika, Natalie und Anne von den Wesen entdeckt und verfolgt. Sie schaffen es in letzter Minute, in Sergeis Wohnung zurückzukehren, doch können sie dort den Käfig nicht mehr schließen. Die Wesen dringen ein, töten Sergei und Anne, während Sean, Ben, Natalie und Vika fliehen können. Auf ihrer anschließenden Flucht treffen sie weitere Überlebende, die unter der Leitung von Matvei ihre Stadt verteidigen wollen. Sie hören die Funkübertragung, die auf ein U-Boot hinweist, das in der Moskwa liegt und Überlebende aufnehmen will. Matvei will zwar in Moskau bleiben, um zusammen mit seinen Freunden die Wesen zu bekämpfen, sagt aber zu, die Vier zum U-Boot zu begleiten. Die Überlebenden erkennen nun auch, warum die Wesen auf die Erde gekommen sind: Sie beuten die Rohstoffe des Planeten aus. Mit Hilfe von Matvei und seiner Gruppe können sie mit der Mikrowellenwaffe einige Wesen schwächen und mit konventionellen Schusswaffen töten. Ben wird jedoch auf der Flucht von den Wesen getötet und Natalie von der Gruppe getrennt. Sean will Natalie jedoch nicht zurücklassen und macht sich mit Hilfe der übrigen Überlebenden auf die Suche nach ihr. Auf einem Busbahnhof findet er sie, dabei wird die Gruppe jedoch erneut von den Wesen angegriffen. In einem Kampf kann Sean in letzter Minute Natalie vor den Wesen retten und mit ihr auf das U-Boot gelangen.
Der Film endet damit, dass sie einen Funkspruch von anderen Widerstandskämpfern empfangen und mit dem Unterseeboot in See stechen.

## Kritik
„Als virtuelles Effekte-Gewitter angelegter Science-Fiction-Film, dem es sowohl an interessanten Figuren als auch an einer spannenden Handlung mangelt und dem auch keine mitreißenden Actionszenen gelingen.“

„Leider ist Chris Goraks The Darkest Hour aber keine Parodie, sondern vollkommen ernst gemeint, auch wenn es schwer fällt, das zu glauben. […] Keinem der Charaktere wurde Ambivalenz oder Menschlichkeit zugemutet […] Als wäre das nicht ärgerlich genug, stellen sich die Protagonisten des Films bei all ihren Unternehmungen derart verblödet an, dass sich der Zuschauer bald ernsthaft fragt, warum ausgerechnet diese Idioten den Angriff der Außerirdischen überlebt haben.“